# Buonvicino
Buonvicino (Vommicìnu in calabrese,  Βομβακίω (Bombacio) in greco bizantino) è un comune italiano di 1 985 abitanti della provincia di Cosenza, in Calabria. L'abitato, non distante dal mar Tirreno, è posto su un colle a 400 metri di altitudine, alla sinistra del torrente Corvino. Il comune fa parte del Parco Nazionale del Pollino, essendo collocato nell'area geografica dei Monti di Orsomarso.

## Origini del nome
Probabilmente il nome deriva dal nome di famiglia bizantino-calabrese Bombaci o dal termine dialettale bombaci che vuol dire "lumaca".
Salvato era arroccato sulla rupe destra dello "Stretto". Le primitive abitazioni erano su "Sasso dei greci"; di esse restano visibili tracce e superficiali scavi. Dagli scavi effettuati nel 1978 ed il 20 febbraio 1997 sono stati rinvenuti cocci di tegole, di piatti e ossa di animali. Gli abitanti si dedicavano alla pastorizia e alle attività boschive.
Nella parte opposta, ossia sul crinale roccioso della rupe sinistra vi era Tripidone (ivi, rovistando alcuni muri posti a nord-est dello " Stretto", è stato rinvenuto un pugnale di ferro di lavorazione artigianale). Questi primitivi villaggi avevano poco terreno a disposizione per lo più costituito da boschi e da montagne.

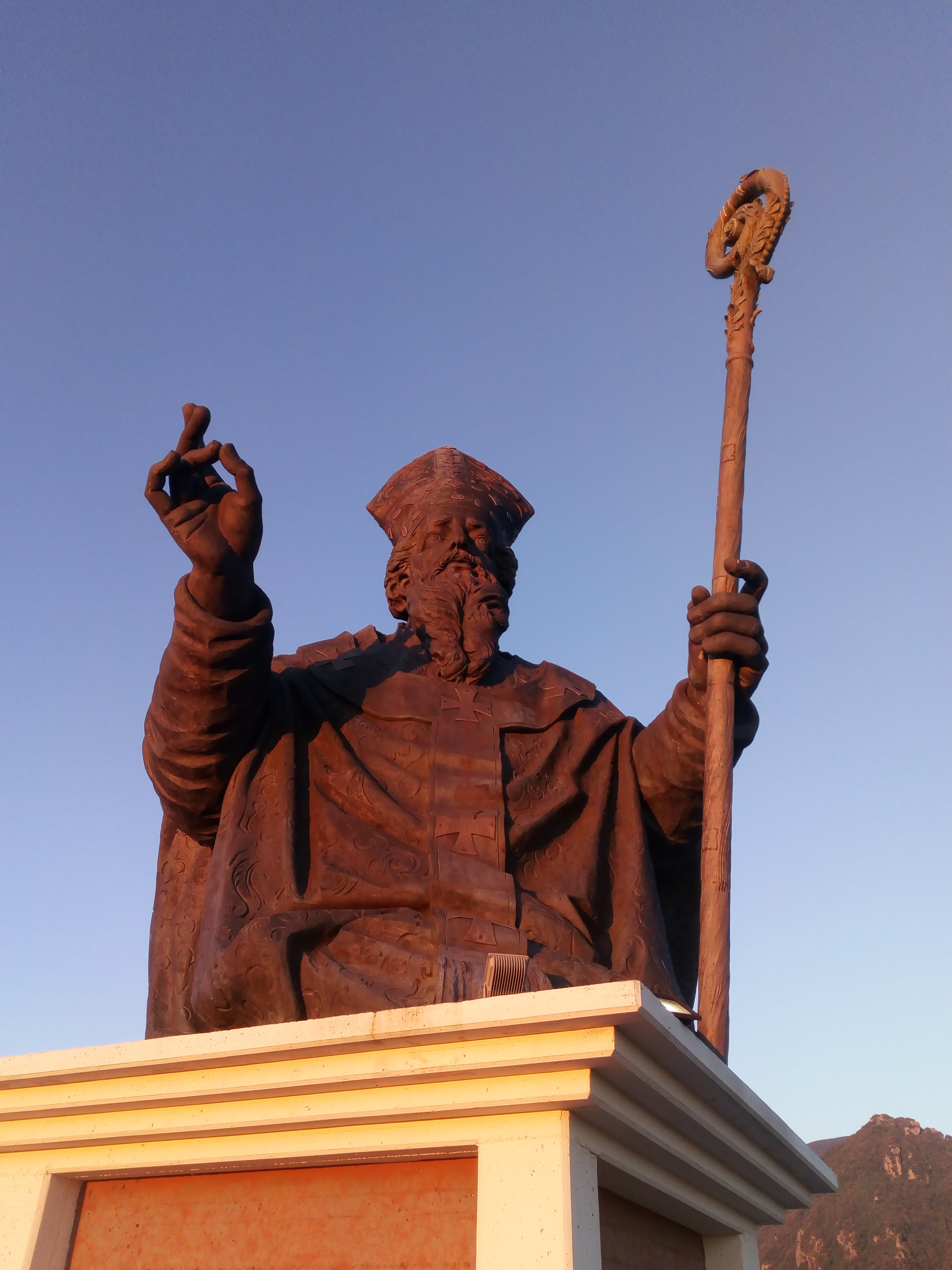
La statua bronzea di S. Ciriaco

Più lontano, dal lato sud-ovest, vicino al confine dell'attuale Belvedere, sorgeva il casale di Trigiano che possedeva tutto il territorio della campagna di Buonvicino compresa la zona dove sorgeva il monastero di San Ciriaco (Ai Ciriaco in greco bizantino).

### I tre casali
Percorrendo la via istmica che dalla valle del Corvino porta al "Varco del Palombaro" si è costretti a passare in mezzo a un'orrida gola, larga appena 5 metri, detta appunto "Stretto", costituita da due altissime rupi rocciose sulle cui cime, a destra del Corvino, si trova il "Sasso dei Greci", un limitato pianoro che fa parte della zona detta Salvato e sulla sinistra, in una valletta delimitata da tre cocuzzoli, vi è Tripidone.
Essi furono villaggi abitati, sin dai primi tempi remoti, da primitive tribù di origine greca.
Le lotte con i Lucani, l'occupazione romana, le invasioni barbariche, le scorrerie saracene, portarono alla scomparsa di Laos e Sidro. Lungo la via istmica la vita non si era del tutto spenta, ma il terrore era diffuso e la morte sempre in agguato. Ecco perché le genti del Capo e delle Castellucce pensarono di abbandonare i loro insicuri abituri e trovare rifugio a Salvato, sull'altissima e inaccessibile rupe detta appunto "Sasso dei Greci".
Altri avevano fissato la dimora, già da tempo, sulla parte sinistra dello "stretto", anch'essa nascosta e inaccessibile che chiamarono, per la presenza di tre cime di rocce equidistante, Tripidone. Trigiano, invece era ubicato più lontano, nei pressi di Belvedere Marittimo; era casale autonomo e comprendeva tutto il territorio della campagna dell'odierna Buonvicino.
Gli abitanti di Salvato e Tripidone si dedicavano alla pastorizia e alle attività boschive, quelli di Trigiano all'agricoltura. I tre villaggi erano ubicati lungo la via istmica in posizione da poter osservare il continuo traffico senza correre alcun pericolo perché ben difesi naturalmente. L'unione di questi tre Casali, alla fine del XIII secolo, diede origine a Buonvicino.
Oggi sovrasta il paese l'enorme statua in bronzo alta 7 metri di San Ciriaco Abate, situata sullo sperone roccioso "Zaccaniello".

## Società

### Evoluzione demografica
Abitanti censiti

## Amministrazione

### Sindaci di Buonvicino
- 1809 Felice Cavalcanti
- 1810 Scipione De Filippis
- 1811 Giovanni Giordano
- 1812-14 Michelangelo Valente
- 1815-16 Vito De Filippis
- 1817-19 Michelangelo Valente
- 1820-25 Severino Cavalcanti
- 1826-27 Venanzio Valente
- 1827 Francesco A. Caglianone
- 1827-29 Vito De Filippis
- 1829-31 Michelangelo Magurno
- 1831-34 Giovanni Giordano
- 1835-40 Venanzio Valente
- 1841-46 Severino Cavalcanti
- 1847 Venanzio Valente
- 1847-48 Antonio Casella
- 1848-49 Domenico Valente
- 1850-53 Severino Cavalcanti
- 1853 Antonio Casella
- 1853-55 Ferdinando Cavalcanti
- 1855-56 Antonio Casella
- 1856-58 Giovanni Valente
- 1859-60 Leopoldo Cavalcanti
- 1860-61 Giuseppe Cauteruccio
- 1861-64 Clemente Cauteruccio
- 1865-69 Marco Cauteruccio
- 1870-72 Giovanni Valente
- 1873-75 Paolo Valente
- 1875 Clemente Cauteruccio
- 1876-81 Giovanni Valente
- 1881 Angelo Cauteruccio
- 1882-88 Giovanni Caglianone
- 1889-91 Luigi Casella
- 1892-96 Giovanni Caglianone
- 1897 Domenico Valente
- 1898-1900 Luigi Casella
- 1900-01 Ernesto Moro
- 1901 Giovanni Caglianone
- 1902-05 Angelo Magurno (sindaco f. f.)
- 1906-10 Angelo Magurno
- 1910 Giovanni Nota (comm. straord.)
- 1910-14 Lorenzo Cauteruccio
- 1914-15 Domenico Valente
- 1916-20 Cesare Cauteruccio
- 1921 Ermidio De Pasquale (comm. pref.)
- 1921-26 Cesare Cauteruccio
- 1926 Paolo Settimio De Meo (podestà)
- 1927 Carlo Casale (podestà)
- 1927-29-37 Francesco Liserre (comm. pref.)
- 1937 Francesco De Marco (comm. pref.)
- 1938 Carlo Oberto (comm. pref.)
- 1938-39 Carlo Oberto (podestà)
- 1940 Giovanni Fabiano (comm. pref.)
- 1940-44 Giovanni Fabiano (podestà)
- 1944 Antonio Bosco (comm. pref.)
- 1945-47 Antonio Clausi
- 1947-49 Amedeo Valente
- 1949-50 Francesco Biondi
- 1950-52 Giovanni Benvenuto (comm. pref.)

Giovanni Benvenuto nacque nella Contrada Urmo di Buonvicino l'11 maggio del 1925. Fu nominato Commissario Prefettizio del Comune di Buonvicino nel 1950. Mantenne l'incarico di Commissario fino al 1952, anno in cui fu eletto Sindaco. Rieletto, rimase al servizio di Buonvicino fino al 1960. Conseguì la Laurea in Giurisprudenza presso l'Università degli Studi di Palermo nel 1954 e fino al 1958 esercitò la professione di Avvocato. Nel 1958 fu assunto presso la Direzione Generale della Cassa di Risparmio di Calabria e Lucania e lì percorse tutte le tappe della carriera bancaria, congedandosi nel 1990 con la qualifica di Direttore Centrale. Rimase molto legato al suo Paese di origine e per molti anni fu Segretario della locale Sezione della Democrazia Cristiana. Fu insignito dell'onorificenza di Maestro del Lavoro nel 1985. Morì a Cosenza il 16 ottobre 2006. Riposa nel Cimitero di Buonvicino.
- 1952-1960 Giovanni Benvenuto (sindaco)
- 1960-1976 Emilio Cavalcanti
- 1976 Francesco Casella (sindaco f. f.)
- 1976-1985 Francesco Casella
- 1985-1995 Angelo De Lio
- 1995-1999 Salvatore Fabiano
- 1999-2004 Angelo De Lio
- 2004-2014 Giuseppe Abate Gerardo Greco
- 2014-2019 Ciriaco Biondi
- 2019-in carica Angelina Barbiero

## Sport
Fino al 2014 ha avuto sede nel comune la società di calcio A.S.D. Buonvicino, che ha disputato campionati dilettantistici regionali.
Consolidatosi ormai da tempo un torneo di fama regionale, il torneo di San Ciriaco, al quale partecipano giovani promettenti e vecchie glorie.